# ぷらざFM

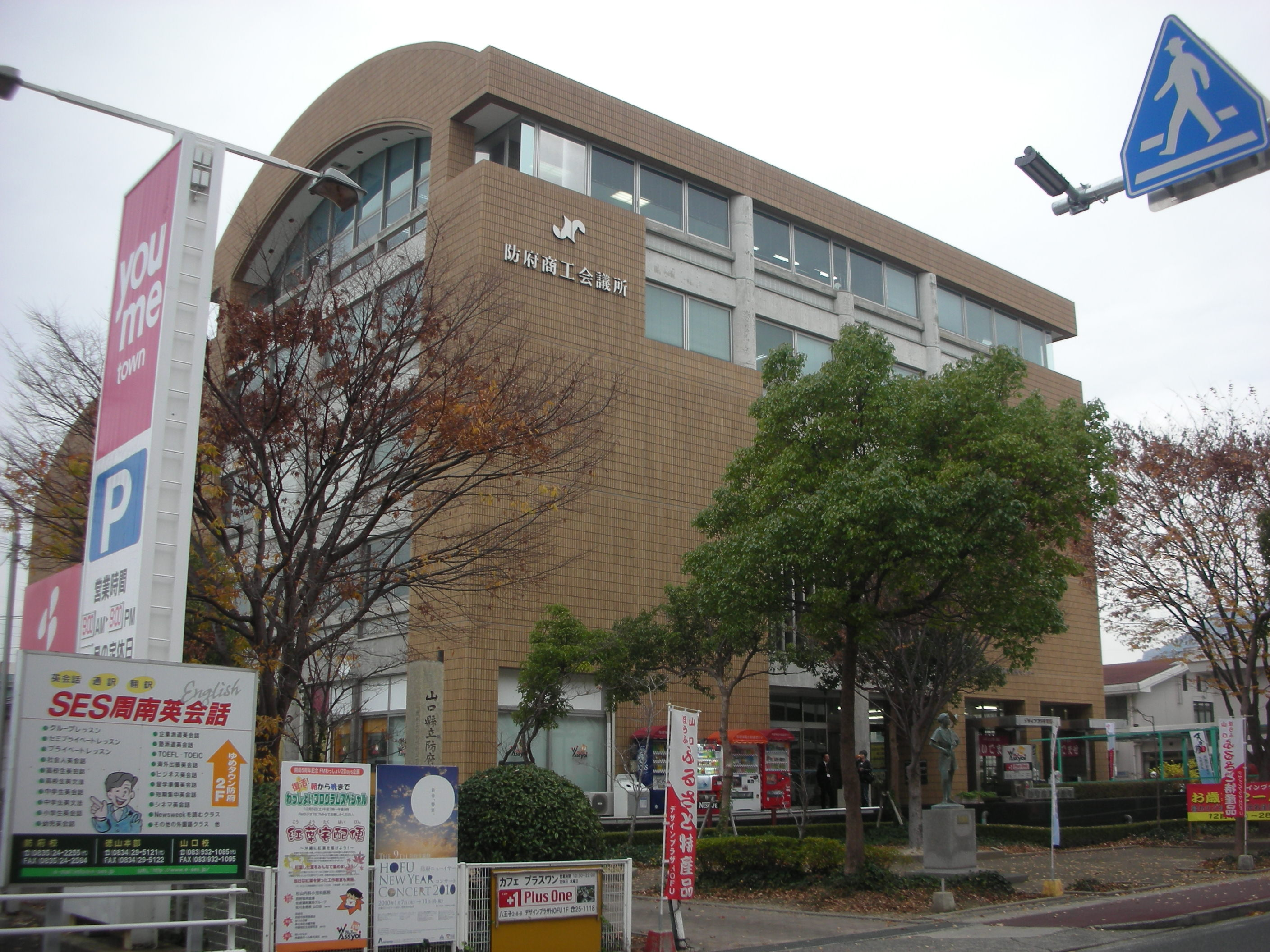
ぷらざFMが2016年4月17日まで入居していた「デザインプラザ防府」

ぷらざFM（ぷらざエフエム）は山口県防府市を主な放送区域とするコミュニティ放送局である。愛称はFMわっしょい。

## 概要
防府市に本社のある大村印刷（高松市に本社のある小松印刷の子会社）が筆頭株主で、2004年12月12日開局。
送信周波数76.7MHz 出力17W 送信所は防府市向島の錦山中腹に設置。演奏所はぷらざFMの本社と同じデザインプラザにスタジオを設置した。
開局当初は全てが自社制作番組であった。
2009年1月より放送時間の一部にJ-WAVEの再送信を開始。
2012年10月よりミュージックバードコミュニティ放送向け制作番組の放送に変更した。また地域防災の役割を担うため（休止時間に防災や緊急情報などがあった場合、防災ラジオが起動しないため）、2012年4月より24時間放送に切り替えた。
2015年4月1日、自社制作番組を大幅に追加した。
2015年6月1日、送信周波数を77.3MHzに変更、出力を20Wに増強。送信所を防府市向島287-2（錦山山頂・旧NTT錦無線中継所敷地内）に移転した。
2016年4月15日午後9時をもって、防府市八王子2-8-9 デザインプラザ防府のスタジオ使用を終了。
本社及び演奏所設備移転のため、4月18日午前7時まで放送休止
2016年4月18日、本社を防府市栄町1丁目5-1 ルルサス防府1Fに移転。演奏所も同所に移転。

## 防災・災害時対応
防府市と協定を結んでおり、災害対策本部が立ち上がると通常の番組を休止し、災害の対応放送になる。
防府市の防災行政無線と連動しており、防災行政無線の放送を割り込み放送で放送する（防災ラジオが作動する）
また、国土交通省山口河川国道事務所と提携しており、割り込み放送をすることができる（ただし、防災ラジオは作動しない）。

## 放送時間
2004年12月12日 - 2007年6月まで
毎日7:00 - 22:00の15時間（自社制作のみ）
2007年7月 - 2009年12月まで
月 - 金は7:00 - 21:00の14時間、土は8:00 - 21:00の13時間、日は8:00 - 20:00の12時間放送。（自社制作のみ）
2009年1月 - 2012年3月まで
月 - 金は7:00 - 21:00の14時間、土は8:00 - 21:00の13時間、日は8:00 - 20:00の12時間放送。（自社制作＋J-WAVE再送信）
2012年4月 - 9月
24時間放送（自社制作＋J-WAVE再送信）
2012年10月 -
24時間放送（自社制作＋MUSIC BIRD制作番組放送）

## 自社制作以外の番組編成
2009年1月より、一部時間帯でJ-WAVEの再送信を実施。
その後2012年10月より、MUSICBIRD（コミュニティチャンネル）の放送へ切り替え24時間放送に対応している。
2009年1月 - 2012年3月（J-WAVE再送信）
以下の時間帯に放送
- 月から金曜日、9:00 - 11:30、14:00 - 16:30
- 土曜日、8:00 - 12:00、15:00 - 18:00、19:00 - 21:00
- 日曜日、9:00 - 17:00

2012年4月 - 9月（J-WAVE再送信）
以下の自社制作時間以外の時間帯
- 月曜から金曜日の7:00 - 9:00、11:30 - 14:00、16:30 - 21:00
- 土曜日 12:00 - 15:00、18:00 - 19:00（21:00 月1回）
- 日曜日　17:00 - 20:00

2012年10月 - 2015年3月（MUSIC BIRD制作番組放送）
以下の自社制作時間以外の時間帯
- 月曜から金曜日の7:00 - 9:00、11:00 - 14:00、17:00 - 21:00
- 土曜日 11:00 - 14:00、18:00 - 19:00（21:00 月1回）
- 日曜日 19:00 - 20:00

（ただし日曜深夜3:00 - 5:00はMUSIC BIRD放送休止のため無音。電波は休止しない。）

2015年4月 - 2020年2月（MUSIC BIRD制作番組放送）
以下の自社制作時間以外の時間帯
- 月曜から土曜日の7:00 - 21:00（2018年より土曜日は9:00 - 21:00）
- 日曜日は自主制作がないため全日

（ただし日曜深夜3:00 - 5:00はMUSIC BIRD放送休止のため無音。電波は休止しない〈なお、2019年10月よりMUSIC BIRDは日曜日も全日24時間放送になり、無音が無くなった〉。）

2020年3月（自社製作）
MUSIC BIRD からの放送を終了して、21:00 - 翌日7:00（土曜は9:00まで、日曜は終日）、「わっしょいミュージックボックス」（ノンストップ）を放送。

## 送信周波数変更の経緯
開局当時、周波数の空きが76.7MHzしかなく、しかも同じ周波数を、海を挟んで対岸にある福岡県築上郡築上町の先発局、スターコーンFMが使用していた。
開局時に防府市との間に電波を遮る障害物がないスターコーンFMへの干渉影響が考慮され、出力制限（17w）や送信に指向性をつけるという制限（錦山の中腹の標高が低いところで山を背後にすることで、九州方面へ電波が伝播しないように配慮をしていた）があったが、この防府地域にコミュニティーFMは必要との開業メンバーの熱い思いから、不利な状況を承知で何とか開局にこぎ着けた。

しかし放送開始後、海沿いや佐波川の周辺に当たる富海・中浦・西浦・小野各地域の一部で、当初の懸念通りスターコーンFMとの間で混信が発生したほか、前述の制限のために送信所が標高の低い場所に設置されたことにより、電波が弱く聞こえない地域も発生した。また離島である野島は、送信所の反対側になり送信範囲外となってしまった。
その後、防府市と防災協定を締結し、防災ラジオの運用をするようになると、可聴範囲を防府市全域に拡大する必要が発生した。以前より中継所の増設などが検討されたが、総務省と協議を重ねた結果、FMななみの閉局により空いていた77.3MHzが使用可能となった。それと同時に、送信エリアを拡張するため、送信所を防府市の向島の錦山山頂（356メートル）に移設可能となり、出力制限も必要なくなったため、出力を20Wへ増強した。
2015年4月1日から5月31日にかけて77.3MHzでの試験放送を行なった（コールサイン・周波数・送信場所・出力告知＋BGMのループ再生。この間防府市では、すでに配布済みの防災ラジオを新周波数対応のものに変更した）。
2015年5月31日12時に76.7MHzでの放送を終了し、翌6月1日7時に77.3MHzでの本放送を開始した。
周波数変更と送信所の移設に伴い、可聴範囲が防府市のほぼ全域に拡大。離島の野島や海岸沿いの地域にも届くようになる。さらに、山口市の一部（旧山口市地区、小郡地区、秋穂地区、阿知須地区の一部）、宇部市の一部、周南市の一部などでも受信できるようになり、可聴範囲が大幅に拡大した。特に山口県東部では、下松市の笠戸島や上関町など、瀬戸内海沿いの諸島や海岸沿いで良好な受信の報告が多数番組宛てに寄せられている。

## 自社制作番組
月曜 - 金曜
- おはようさんわっしょい（7:00 - 8:54、月・火 中野、水・木・金 船本）
- Done-no Kone-no （9:00 - 11:54）
- わっしょい Lunch Box（12:00 - 12:45）
- 防府市からのお知らせ「情報もりもり」（12:45 - 12:59）
- マルキュウ・アルク・サンマートフレッシュニュース（13:55 - 14:00）
- ももいろAfternoon （13:00 - 16:54）
- You Gotta Radio（17:00 - 17:54）
- いっしょに か・え・ろ♪（18:00 - 18:54）

月曜
- あなたからあなたへ ハートtoハート（11:00頃から Done-no Kone-no内包）
- わたしの青春譜（16:00 - 16:54、松田）
- ルルサスプレゼンツ ファーリーパーリー（19:00 - 19:54、吉川・松田）
- ときめけ オヤジラジオ（20:00 - 20:59、河谷）

火曜
- ふるさと防府リサイクルライフ（11:00 - 11:54 池田桂）
- 昭和歌謡の旅（最終火曜 16:00 - 16:54、船本）
- 火曜夜だよ わっしょいしょい!（19:00 - 19:54、松田）
- 歌う火曜日♪（20:00 - 20:59、松田）

水曜
- いたむら弁護士の法律ウォッチ!（11:00 - 11:54 乾）
- 水曜ゴゴイチ viva!ラジオ（13:00 - 13:54 船本）
- あいどるゼミナール（19:00 - 19:55 乾）
- 常岡もいの「あいどる先生」 第2・4火曜 （19:00 - 19:54 乾）
- DJ AZUMAのミュージック・キャビン（20:00 - 20:59、DJ AZUMA）

木曜
- おくることば（11:00 - 11:54 池田桂）
- サンタpresents池内克彦のHappy Clinic（13:00 - 13:54 奇数月第4木曜、森重）
- 右田先生のお口の幸せドットコム （第1・3木曜 池田桂）
- まちづくり防府（第3木曜 16:00 - 16:54 乾）
- 防府ロータリークラブpresents Show The Rotary（16:00 - 16:54 第4木曜 乾）
- まちづくり大作戦!（19:00 - 19:54 乾・松田）
- わっしょいタイムマシーン（20:00 - 20:59 松田）
- I'st （イスト）のワンタイム・ミュージック（第2木曜 20:00 - 20:59 松田）
- かたてまミュージック（第4木曜 20:00 - 20:59 松田）

金曜
- 山頭火ふるさとラヂオ（第1金曜 11:00 - 11:54）
- ほふだより（第1金曜 15:00 - 15:54）
- こころの健康カラダの健康（第2金曜 16:00 - 16:54）
- 防府ロータリークラブpresents Show The Rotary（第3金曜 16:00 - 16:54）
- 今日もラジオで“つまみぐい”（19:00 - 19:54 徳本）
- え〜がなシネマ（20:00 - 20:59、河谷）

土曜
- まるごとほうふ（9:00 - 10:54）
- サタなび!（11:00 - 13:54、乾・徳田）
- わっしょい DE Wassyoi（14:00 - 14:54）
- 徳地とりたまの里 フォークソングクラブ（15:00 - 15:54 徳田）
- てれぱれ土曜日（16:00 - 17:54）
- わっしょいスポーツチャンネル（18:00 - 18:54、乾・荒瀬）
- WボランチのFOOTBALL NIGHT（19:00 - 20:59、乾 第4土曜）
- わっしょいHOTステーション（19:00 - 20:59、乾 第4土曜以外）

日曜
- 自主制作なし

## 過去に放送した番組
※パーソナリティが変更の場合は含まない。
- ウリ・ラディオ
- その時あなたはどうする⇒情報わっしょい その時あなたはどうする
- 情報わっしょい⇒いきいきライフワーク
- 情報わっしょい⇒防府STAND UP!・Help me!社労士⇒（Help me!社労士）
- 回り道して帰ろ!⇒ようこそドリームゲートへ - 夢先案内人 - ・オルプリートのTalk Away!⇒回り道して帰ろ!
- 今夜もGINGIN⇒SABAGAWA⇒SaBaGaWa⇒SaBaGaWa物語
- 〜ラ・マンチャの風に誘われて〜
- ワンダフルライフ⇒夜もやっぱりワッショイでしょう
- いきいきライフワーク⇒山短元気パラダイス
- 長官の、恋をしてるか〜?⇒じ - にょの恋愛科学研究所⇒エナジーナイト
- わっしょいDEブランチ・お昼だよWASSYOI・This is わっしょい Station⇒お昼だよわっしょい土曜ワイド
- MANSAI WASSYOI⇒フォークソングサタデー
- そろそろ決めNIGHI⇒シネマなシネマ館⇒シネマなシネマーニャ⇒土曜夕方わっしょいしょい
- フォーク de TONIGHT⇒どうするTONIGHT⇒どうする今宵
- ラブソングをあなたと⇒ドリーミングTONIGHT
- 昼寝なんてしてられない⇒自由律俳句のひろば
- 情報わっしょい・回り道して帰ろ!・今夜もGINGIN⇒じーにょ・とくだともよのWEEKEND navigation
- 土曜の夜は乾杯⇒W sport channel⇒昭和パラダイス“ショウ・パラ”
- 昼寝なんてしてられない⇒あつまれ防府のゲンキッズ⇒昼寝なんてしてられない
- 今夜もGINGIN⇒EVENING STYLE
- O:HAH（オッハー）わっしょい⇒わっしょい MORNING SCRAMBLE
- ゆめタウン マル得 300秒
- UWASAのわっしょい
- Happy Minutes
- Wassyoi Lunch Box⇒わっしょいLunch Box
- 情報わっしょい
- EVENING STYLE⇒わっしょい EVENING STYLE
- 大人のハーフタイム
- 方言万歳⇒サウンドビュッフェ
- トーキングサロンビジネス進行形
- 井戸端ファミリー会議
- ほうしん Presents Driving Around
- ティータイムメモリーズ
- なつメロぜみな〜る
- プレイバック80'S
- いきいきライフワーク
- 八本木ヒルズ BF1
- LUNCH DAYO ランチ
- Sound-Bay-Station⇒ジャバラジャカラセレクション
- じーにょ・とくだともよのWEEKEND navigation
- わっしょいサタデー・レディオ
- Tea Lounge
- フォークソングサタデー
- わっしょいサンデー・レディオ
- わっしょいDEブランチ⇒遊びに行こうよ!⇒ホビーランド
- Sunday Selection
- MUSIC GARDEN
- わっしょいお仕事navi
- わっしょい MORNING SCRAMBLE
- Happy Minutes
- SOUND TUNE
- わっしょい Nature Radio
- NEW WEEK wassyoi
- わっしょい EVENING STYLE
- サブカル道場
- freepaper W
- THE REST
- フォーク DE TONIGHT（2015）
- 水本諭のSwitch on music
- ななほしなはなし
- ソレッチャ!防府JC
- Are you ready

## サテライト放送
- 毎年12月31日 - 1月1日、防府天満宮からカウントダウン
- 初期には、家電量販店や住宅メーカーや大手ショッピングプラザからのサテライト放送もあったが、近年では、なくなっている。
- 2007年ごろまでは、旧スタジオ横にあったカフェプラスワンで、ディナー形式（有料）の公開生放送を不定期に行っていたこともある。
- 2010年3月に防府を舞台にした映画「マイマイ新子と千年の魔法」にちなみ同作の監督を招いた公開生放送を行った。
- 2010年10月9日、ルルサス防府特設会場から、公開生放送でフリーマーケット特番と歌うフリーマーケット2時間スペシャルを実施した。
- 2010年6月 - 9月、潮彩市場から第2日曜日11時から30分、公開生放送を行なった。

## 特別番組
- 特別番組は積極的に実施している。市内のイベントなどは協賛スポンサーを募り、実施している。ただし、サテライト公開生放送形式ではなく、スタジオ放送プラス電話中継となる場合が多い。
- 市内一周駅伝では、スタジオで解説と中継所での電話中継で臨場感を出している。
- 2010年 - 「わっしょいヒコーキスペシャル」
  - 防府北基地での航空祭において、飛行展示の紹介アナウンスを放送。スタジオからも飛行機に関する解説、防府市の観光情報などを放送した。
- 防府天満宮の御神幸祭（裸坊祭）時（11月下旬）には、特番を18時 - 22時実施。主にスタジオ主導で電話中継でおあじろの現在地や規制情報をおこない、臨場感を出している。

## パーソナリティ

### 在籍中
男性
- 乾則文（じ〜にょ）…局長
- 河谷紳也（忍者・河谷）
- 松田民三（みんさん）
- 徳本 亮 （りょうさん）

女性
- トクダトモヨ（トクちゃん）
- 船本佳子（よしよし）
- 森重美穂（もりげ）
- 長井絵美（えみさん）
- 中川康子
- 池田桂子
- 吉川 忍
- 田村由紀子
- 荒瀬香恵
- 刀祢奈美子
- 澤地直子

ミキサー
- パーソナリティが交代でミキサーをする。
  - （ただし、ミキサーアシスタントの場合もあり。ワンマンもあり。）

### 過去在籍していたパーソナリティ
- 後藤田かおり（ごとうだ かおり）
- 早川美香（はやかわ みか）
- 品川佳奈子（しながわ かなこ）
- 道遊梨奈（どうゆう りな）
- 徳本陽子（とくもと ようこ）
- 松本佳子（まつもと よしこ）→しゅうなんFMなどで活躍
- 山野雅子（やまの まさこ）
- 荒瀬英俊（あらせ ひでとし）
- 山本志穂（やまもと しほ/志フォン・しほ姫）
- 川本かな（かわもとかな/かなちゃん）
- 北川かすみ（きたがわ かすみ）→山口放送などで活躍
- 吉野邦子（よしの くにこ/クマ）
- 光井さくら（みついさくら）
- 永井顕久（ながい あきひさ/あきさん）
- 池田美幸（いけだみゆき）
- 渡邉由美子（わたなべゆみこ）
- 目代奈美（もくだい なみ）
- DJ AZUMA
- 中野依里（なかの えり）

## 情報誌
- Clubわっしょいマガジンを2015年4月にVol.0を発行。クラブわっしょいの加盟店情報やタイムテーブル、パーソナリティーなどが記載している。

## 県内のFMラジオ局
- エフエム山口
- NANAKO
- COME ON! FM
- FMきらら
- しゅうなんFM
- FM AQUA
- FMサンサンきらら